# Cinema na Alemanha Nazista

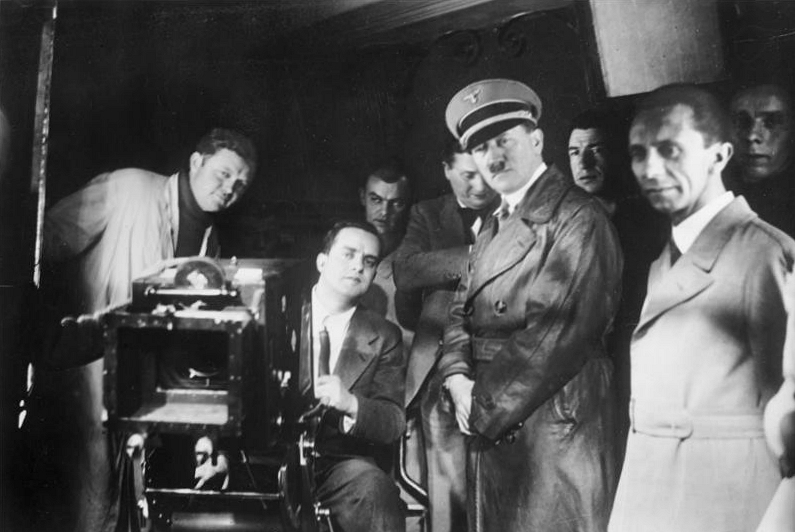
Hitler, Goebbels e outros assistindo a uma projeção na UFA

O cinema na Alemanha Nazista foi um dos meios utilizados no sistema de propaganda nazista. Entre o começo da Segunda Guerra Mundial. Em 1942, os filmes eram majoritariamente de propaganda. A partir de 1943 até o fim do regime eles eram utilizados, em sua grande maioria como forma de entretenimento, tornando os filmes propaganda minoria em relação ao início do Regime. Os filmes na Alemanha Nazista eram tão importantes para a doutrinação da população alemã que, em 1944, o Ministério da Propaganda questionou a quantidade de filmes, alegando não ser suficiente.